# Marie-Amable Foretier
Marie-Amable Foretier, född 1778, död 1854, var en kanadensisk filantrop. Hon var en av de största finansiärerna av Association des Dames de la Charité, den första sekulära välgörenhetsföreningen i Montreal, och engagerade sig också i flera andra filantropiska frågor för att dämpa den växande sociala nöden i Montreal.

## Biografi
Marie-Amable Foretier var dotter till Thérèse Legrand och den rike köpmannen och godsägaren Pierre Foretier och gifte sig 1808 med advokaten Denis-Benjamin Viger. Under makens affärsresor i Storbritannien skötte hon familjens affärer, även under hans långa frånvaro 1831–1834.
Marie-Amable Foretier var från 1828 engagerad i Association des Dames Bienveillantes de Saint-Jacques för utbildningen av flickor, och när Association des Dames de la Charité grundades av Angélique Blondeau Cotté år 1827, för understöd till gamla, sjuka, föräldralösa och kvinnor, blev hon en ledande medlem (ordförande 1841–1854). Hon var föreståndare för Charitable Institution for Female Penitents 1836 till 1846, när den övertogs av nunneorden Our Lady of Charity of the Good Shepherd, för Roman Catholic Orphan Asylum of Montreal 1841–1854, och ledamot för Montreal Asylum for Aged and Infirm Women. Louis-Joseph Papineau beskrev henne med orden:
“How inclined she was to believe the best of a person and how ready to do good; how far removed she was from thinking evil possible, and how incapable of speaking ill of anyone at all.” 